# Hârja, Bacău
Hârja este un sat în comuna Oituz din județul Bacău, Moldova, România.